# Kidō Gekidan Haro Ichiza: Haro no Puyo Puyo
Kidō Gekidan Haro Ichiza: Haro no Puyo Puyo (機動劇団はろ一座 ハロのぷよぷよ) est un jeu vidéo de puzzle développé et édité par Bandai en juillet 2005 sur Game Boy Advance. C'est une adaptation en jeu vidéo de la série basée sur l'anime Mobile Suit Gundam, elle fait également partie de la série de jeux vidéo Puyo Puyo. C'est le premier opus d'une série de trois jeux vidéo,.

## Série
1. Kidō Gekidan Haro Ichiza: Haro no Puyo Puyo
2. Kidō Gekidan Haro Ichiza: Gundam Mahjong DS - Oyaji nimo Agarareta koto nai noni! : 2005, Nintendo DS
3. Kidō Gekidan Haro Ichiza: Gundam Mahjong + Z - Sara ni Deki Ruyouni Nattana! : 2007, Nintendo DS